# Combat de Kolofata
Insurrection de Boko Haram
Le combat de Kolofata a lieu le 27 juillet 2014 pendant l'insurrection de Boko Haram.

## Déroulement
Le 28 juillet 2014, vers cinq heures du matin (04h00 GMT), des groupes de combattants de Boko Haram effectuent deux attaques simultanée à Kolofata, une ville du Cameroun. La première contre le palais du sultan de Kolofata, Seiny Boukar Lamine, et la seconde contre la maison d'Amadou Ali, le vice-Premier ministre camerounais, également ministre chargé des relations avec le Parlement,.
Les rebelles islamistes bénéficient de l'effet de surprise, ils sont vêtus d'uniformes de l'armée camerounaise et leurs voitures ont été transformées en véhicules officiels.
Dans la première attaque, les islamistes tuent quatre personnes, dont le frère du sultan. Ce dernier est quant à lui capturé, ainsi que sa femme et ses cinq enfants. La deuxième attaque coûte la vie à deux gendarmes, plusieurs autres sont faits prisonniers ainsi que la femme du vice-Premier ministre camerounais, le maire de Kolofata, son épouse et ses deux filles,,,.
Les djihadistes se rendent également à l'hôpital où ils savent que travaillent deux Occidentales, mais ils les recherchent en vain car il s'avère que celles-ci étaient alors parties en vacances.
Selon Issa Tchiroma Bakary, ministre de la Communication et porte-parole du gouvernement, plus de 200 combattants de Boko Haram ont pris part à l'assaut.
L'armée camerounaise réagit et envoie des renforts dans la zone, dont des soldats l'élite du BIR (Bataillon d'intervention rapide). L'aviation effectue de son côté des bombardements dans la zone. 
Pour le gouvernement camerounais le bilan est de 16 morts. Selon les déclarations anonymes d'un gendarme à l'AFP, parmi les tués figurent deux gendarmes et un soldat du BIR. Les islamistes parviennent cependant à se replier en emmenant avec eux une vingtaine de prisonniers.
Après ce raid, le président camerounais Paul Biya sanctionne et remplace plusieurs officiers supérieurs. L'armée renforce son déploiement dans l'extrême nord en mobilisant notamment des hélicoptères de reconnaissance et des avions de chasse.
Le 11 octobre, Boko Haram relâche 17 prisonniers camerounais, dont l'épouse du vice-Premier ministre Amadou Ali.